# Дунево (Польща)
Дунево (пол. Duniewo, нім. Dünow) — село в Польщі, у гміні Свежно Каменського повіту Західнопоморського воєводства.
Населення — 102 особи (2011).
У 1975-1998 роках село належало до Щецинського воєводства.

## Демографія
Демографічна структура станом на 31 березня 2011 року:
|          | Загалом | Допрацездатний вік | Працездатний вік | Постпрацездатний вік |
| -------- | ------- | ------------------ | ---------------- | -------------------- |
| Чоловіки | 51      | 15                 | 31               | 5                    |
| Жінки    | 51      | 11                 | 32               | 8                    |
| Разом    | 102     | 26                 | 63               | 13                   |